# Пророченко, Татьяна Васильевна
Татьяна Васильевна Проро́ченко (укр. Тетяна Василівна Пророченко (Буракова); 15 марта 1952, Бердянск, Запорожская область, УССР — 11 марта 2020) — советская легкоатлетка (спринт на 100 м, 200 м, 400 м, эстафета 4×400 м). Олимпийская чемпионка, заслуженный мастер спорта СССР. Тренировалась в добровольном спортивном обществе «Колос».

## Биография

### Спортивная карьера
Будучи ученицей, Татьяна Пророченко записалась в детскую спортивную школу и три года ходила на акробатику. Однажды она победила в кроссе за сборную школы, после чего её взяли в группу легкоатлетов.
- В 1972 году после получения разряда кандидат в мастера спорта уехала учиться в Запорожье в торговый техникум. Виталий Иванович Сай в то время курировал этот техникум и работал со спортсменками. Он согласился тренировать Татьяну Васильевну и работал с ней до окончания её спортивной карьеры.

- В 1975 году Пророченко выиграла чемпионат Советского Союза в Киеве на дистанции 200 м. Несмотря на возражения Зои Петровой, отвечавшей за женскую сборную, Пророченко утвердили в составе сборной.

- В 1976 году прошла первая Олимпиада Пророченко в Монреале. Это была её вторая поездка за границу (первый выезд был на матчевую встречу СССР — Франция). В финале 200-метровки 24-летняя девушка заняла 6-е место с результатом 23,03 с. А в эстафете 4×100 м она со своей командой выиграла бронзу, прибежав в финале третьей с результатом 43,09 с, пропустив вперёд команды ГДР и ФРГ.[4]

- Когда в 1977 году когда Пророченко приехала отдыхать в Алушту, там проходили соревнования ЦС «Спартак». Друзья предложили ей выступить на 400-метровке. До этого она круг бегала только в эстафете, а личного результата на дистанции у неё не было. В итоге Пророченко прибежала первой с большим отрывом, установив рекорд СССР 50,6 с.

- В 1980 в 28 лет Татьяна Пророченко выступила на Московской олимпиаде в эстафете 4×400 м. Её команда показала время 3.20,12 и выиграла золото, опередив немок и англичанок.[5]
 За золотую медаль спортсменке дали на руки 3500 рублей и орден Дружбы народов, а после распада Советского Союза Пророченко вручили орден княгини Ольги ІІІ степени. В том же 1980 году ей присвоено звание заслуженного мастера спорта СССР.

После Олимпиады в Москве Пророченко бегала ещё зиму. Ей предлагали перейти на 800 метров или на 400 с барьерами. Но спортсменка решила закончить спортивную карьеру.
С 1993 года включена в штат сборной команды Украины по лёгкой атлетике, работала в Национальном олимпийском комитете Украины на административной должности.
Умерла от онкологического заболевания на 68-м году жизни 11 марта 2020 года. Была кремирована, прах похоронен в колумбарии Байкового кладбища.

### Личная жизнь
После ухода из активного спорта училась в институте, вышла замуж за Виктора Владимировича Буракова, занималась семьёй. Некоторое время они жили в гостиницах. Получить квартиру помог «Колос», за который неоднократно выступала Татьяна Васильевна. В 1985 году у неё родился сын Владимир, а два года спустя в 1987 — дочь Екатерина.
Её сын Владимир Викторович Бураков окончил Киевский университет физической культуры и спорта. Стал чемпионом Киева на дистанции 400 м. Получил звание мастера спорта, был включён в состав сборной Украины по лёгкой атлетике. В 2009 году получил звание мастера спорта международного класса.
Её дочь Екатерина Владимировна Буракова окончила факультет физвоспитания педагогического университета им. Гринченко. Ей присвоено звание кандидата в мастера спорта.